# Accident d'un Gulfstream IV à l'aéroport de Bedford
L'accident d'un Gulfstream IV à l'aéroport de Bedford est survenu le 31 mai 2014, lorsqu'un Gulfstream G-IV, appartenant à la compagnie Arizin Ventures, LLC est sorti de la piste lors du décollage de l'aérodrome Laurence G. Hanscom Field (en), dans le Massachusetts, avant de s'écraser dans un ravin situé près de l'aéroport, causant la mort de 4 passagers, dont le philanthrope et millionnaire américain Lewis Katz (en), ainsi que des 3 membres d'équipage présents à bord.

## Accident
Après avoir conclu plusieurs affaires à Concord, dans le Massachusetts, Katz et son groupe sont retournés à l'Aérodrome Laurence G. Hanscom Field (en), à Bedford, et sont montés à bord de l'avion. L'avion s'est préparé pour le décollage à 21h40, s'alignant sur la piste 11 dans des conditions météorologiques de vol à vue. 
Alors qu'il commence sa course au décollage, les pilotes se rendent compte qu'ils ont un contrôle limité sur les gouvernes et que les manettes des gaz du moteur ne peuvent pas être avancées à pleine puissance. L'avion dépasse la vitesse V1, la vitesse maximale à laquelle les pilotes peuvent interrompre le décollage, mais ils n'ont pas appliqué le freinage d'urgence pendant environ 10 secondes ou réduit les gaz pendant encore quatre secondes, après que l'équipage s'est rendu compte qu'il y avait un problème avec l'appareil. 
L'avion a dépassé la fin de la piste 11, avant de traverser une zone herbeuse, d'entrer en collision avec les feux d'approche et une antenne ILS en bout de piste, puis il a traversé la clôture périphérique de l'aéroport et s'est écrasé dans un ravin peu profond formé par la rivière Shawsheen, où la grande quantité de carburant embarqué a immédiatement pris feu. Les 7 personnes à bord ont été tuées et l'appareil a été en grande partie détruit par l'impact et l'incendie qui a suivi le crash.

## Enquête
Le Conseil national de la sécurité des transports (NTSB) détermine que la cause probable de cet accident est l'incapacité des membres de l'équipage à effectuer la vérification des commandes de vol avant le décollage, ce qui les a conduit à tenter de décoller avec le verrou anti-rafale (en) enclenché par inadvertance, rendant impossible l'utilisation des gouvernes et des ailerons de l'avion; et leur exécution tardive d'un décollage interrompu après qu'ils ont pris conscience que les commandes étaient toujours verrouillées. 
Le non-respect habituel des listes de contrôle par les pilotes, l'incapacité de Gulfstream Aerospace à s'assurer que le système de verrouillage de la manette des gaz du Gulfstream G-IV peut empêcher une tentative de décollage avec le verrou anti-rafale engagé, et l'incapacité de la Federal Aviation Administration à détecter cette insuffisance lors de la certification de l'appareil.